# 池田弥生
池田 弥生（いけだ やよい、1960年〈昭和35年〉3月10日 - ）は、元RNC西日本放送アナウンサー。
兵庫県神戸市出身、京都府立大学文学部卒業後、1983年に西日本放送入社。

## 過去の担当番組
- RNC news　every.（木曜日｢耳より百花｣コーナー）
- ドリーマーズ 〜地方時代のリーダー達〜（ナレーション）
- RNCニューススポット
- JUSTNEWS
- RNCワイドニュースプラス1（木曜日｢耳より百花｣コーナー）
- RNC6:00
- さわやかラジオ かめばかむほど
- TV県民室
- 情報てんこもりラジオでDON（月曜）
- とことん!土曜〜び!!（中継リポーター）
- 気ままにラジオ 雨の日晴れの日曇りの日
- 心に花一倫
- 知事対談
- 私の観た香川II